# 858 (numero)
Ottocentocinquantotto (858) è il numero naturale dopo l'857 e prima dell'859.

## Proprietà matematiche
- È un numero pari.
- È un numero composto con 16 divisori: 1, 2, 3, 6, 11, 13, 22, 26, 33, 39, 66, 78, 143, 286, 429, 858. Poiché la somma dei suoi divisori (escluso il numero stesso) è 1158 > 858, è un numero abbondante.
- È un numero tetraprimo (ovvero il prodotto di 4 numeri primi distinti).
- È un numero semiperfetto in quanto pari alla somma di alcuni (o tutti) i suoi divisori.
- È un numero pratico.
- È un numero malvagio (si tratta di un gioco di parole, nella lingua inglese, tra odious e evil, che significano "odioso" e "malvagio", e od ed ev, che significano "dispari" e "pari").
- È un numero intero privo di quadrati.
- È un numero palindromo e un numero ondulante nel sistema numerico decimale, nel sistema posizionale a base 14 (454) e in quello a base 15 (3C3).
- È parte delle terne pitagoriche  (144, 858, 870), (330, 792, 858), (858, 920, 1258), (858, 1144, 1430), (858, 1400, 1642), (858, 1456, 1690), (858, 1760, 1958), (858, 4680, 4758), (858, 5544, 5610), (858, 14144, 14170), (858, 16720, 16742), (858, 20440, 20458), (858, 61344, 61350), (858, 184040, 184042).

## Astronomia
- 858 El Djezaïr è un asteroide della fascia principale del sistema solare.
- NGC 858 è un galassia spirale della costellazione della Balena.

## Astronautica
- Cosmos 858 è un satellite artificiale russo.